# Ouragan Omar (2008)
Pour les articles homonymes, voir Cyclone tropical Omar.
Omar est la 15e dépression tropicale de l'Atlantique nord pour la saison 2008. La trajectoire de ce cyclone tropical de catégorie 3 est très atypique puisqu'il est né à l'ouest des petites Antilles entre la Colombie et la République dominicaine pour remonter en direction du nord-est et passer lors de la nuit du 15 au 16 octobre entre les Iles Vierges et Saint-Martin.

## Évolution météorologique

Boucle des images satellitaires en infra-rouge du 16 octobre à UTC au 17 octobre UTC montrant son l'intensification et diminution rapides d’Omar durant cette période

Le 30 septembre, une onde tropicale bien développée quitte la côte ouest de l'Afrique sur l'océan Atlantique nord. Des orages intenses se développent alors autour d'un centre dépressionnaire en altitude et le tout se dirige vers les Antilles. Cependant, la convection s'amoindrit le 2 octobre avant d'entrer dans la mer des Caraïbes mais reprend en y arrivant. Le 13 octobre, le phénomène numéroté 98L par le CIMSS se transforme en dépression tropicale numéro 15 et descend lentement vers le sud-est. Il devient tempête tropicale Omar le 14 octobre au matin et entame une remontée franche vers le nord-est pour devenir un ouragan dans la soirée.
L'ouragan atteint la catégorie 3 le 15 octobre au soir alors qu'il est a quelques centaines de kilomètres des îles du nord des petites Antilles. Il passe entre les Îles vierges et Saint-Martin la nuit du 15 au 16 vers 2 heures du matin en générant des vents de force ouragan sur les îles de Saint-Barth et Saint-Martin. Les vents maximaux soutenus y sont alors de 205 km/h autour de l'œil et la pression y est de 964 hPa. Il atteint son maximum d'intensité le 16 octobre au matin à la catégorie 4. L'ouragan s'affaiblit rapidement dès le lendemain alors qu'il s'éloigne en Atlantique et devient extratropical le 18 octobre.

## Impacts

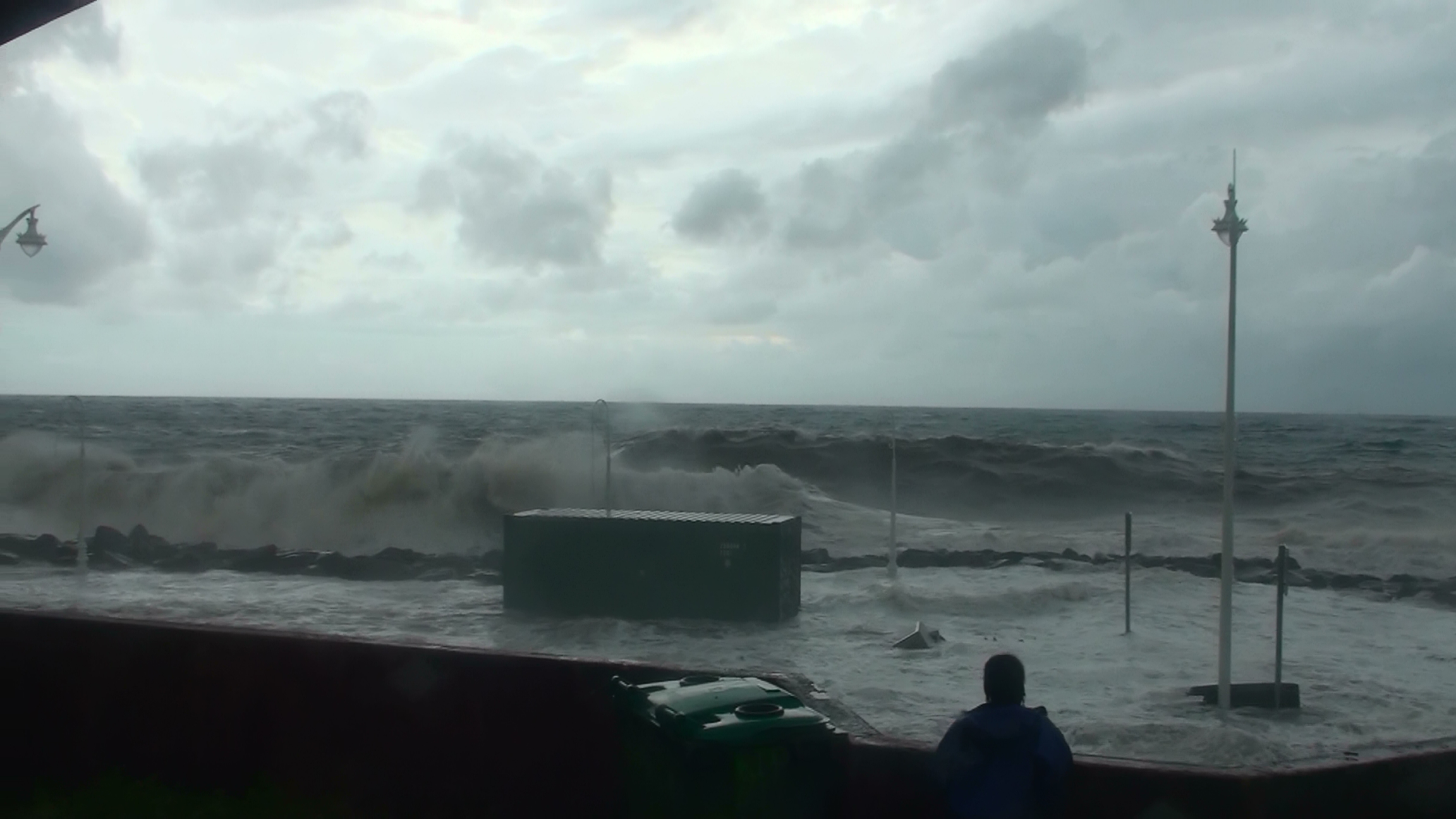
Houle cyclonique engendrée par Omar à Basse-Terre en Guadeloupe

L'ouragan provoque une forte houle cyclonique qui atteint toutes les îles des petites Antilles à partir du 15 octobre, et qui causera d'importants dégâts du fait de la direction exceptionnelle des vagues. Les conditions seront d'ailleurs très semblables à celles provoquées par l’ouragan Lenny en 1999.